# 31015 Boccardi
31015 Boccardi è un asteroide della fascia principale. Scoperto nel 1996, presenta un'orbita caratterizzata da un semiasse maggiore pari a 2,2583916 UA e da un'eccentricità di 0,0757559, inclinata di 5,47022° rispetto all'eclittica.
L'asteroide è dedicato all'italiano Giovanni Boccardi, direttore dell'Osservatorio astronomico di Torino.